# Rhinobatos rhinobatos
Rhinobatos rhinobatos är en rockeart som först beskrevs av Carl von Linné 1758.  Rhinobatos rhinobatos ingår i släktet gitarrfiskar, och familjen Rhinobatidae. IUCN kategoriserar arten globalt som starkt hotad. Inga underarter finns listade i Catalogue of Life.